# Levent Ayçiçek
Levent Ayçiçek [levent ajčiček] (* 14. února 1994, Nienburg/Weser) je německý fotbalový záložník s tureckými kořeny, hráč klubu Werder Brémy.

## Klubová kariéra
V profesionálním fotbale debutoval v dresu Werderu Brémy.

## Reprezentační kariéra
Levent Ayçiçek nastupoval za německé mládežnické výběry od kategorie U15.
Zúčastnil se Mistrovství světa hráčů do 17 let 2011 v Mexiku, kde mladí Němci získali bronzové medaile.